# Dasylagon
Dasylagon (лат.) — род мелких наездников подсемейства Microgastrinae из семейства Braconidae (Ichneumonoidea).

## Распространение
Северная Америка.

## Описание
Мелкие паразитические наездники (около 2 мм). От близких родов отличается большими размерами яйцеклада, который длиннее задней голени, широким и плоским лицом и длинным гипопигием, заострённым на вершине, щетинками по всей длине на яйцекладе; проподеум килевидный; I-й тергит брюшка крупный и расширяется апикально; II-й тергит поперечный. Жгутик усика 16-члениковый. Нижнечелюстные щупики 5-члениковые, нижнегубные щупики состоят из 3 сегментов. Дыхальца первого брюшного тергиты находятся на латеротергитах. Паразитируют на гусеницах бабочек (Aegeriidae и Thyrididae).

## Классификация
Род был впервые выделен в 1958 году на основании типового вида Dasylagon aegeriae Muesebeck, 1958, а его валидный статус подтверждён американским энтомологом Уильямом Ричардом Мейсоном в 1981 году Dasylagon принадлежит к подсемейству Microgastrinae.
- Dasylagon aegeriae Muesebeck, 1958
- Dasylagon simulans Muesebeck, 1958